# Naravno pravo
Naravno pravo so razvijali že antični filozofi Sokrat, Platon, Aristotel. Od Grkov so te ideje prevzeli  Latinci/Rimljani , kasneje so te ideje prevzeli in razvijali krščanski in drugi filozofi v Evropi. Najbolj poznani filozofi , ki so se ukvarjali s to tematiko so bili sledeči:
- Tomaž Akvinski
- Frančišek Suarez
- Frank Van Dun (liberalna tradicija in naravni zakon)
- Hugo Grotius (mednarodno pravo in naravni zakon)
- John Locke - razvija svojo teorijo naravnega zakona v delu Two Treatises of Goverment
- Richard Hooker
- Samuel von Pufendorf
- Thomas Hobbes (17.stoletje) - razvija družbeno pogodbo